# Caseriu de Feixes
El Caseriu de Feixes és una obra d'Orpí (Anoia) inclosa a l'Inventari del Patrimoni Arquitectònic de Catalunya.

## Descripció
Caseria formada per diferents dependències d'on destaquen construccions de planta rectangular i cantoneres reforçades amb pedra ben tallada i coberta a dues vessants. Solen ésser de dos pisos i en algunes construccions, a part de pedra s'ha utilitzat la tàpia. Destaca una construcció amb guardapols de pedra picada a les finestres i que potser és la mes antiga de totes. També hi ha una mena de torreta de base circular adossada a una construcció de planta rectangular que té un caire força estrany.

## Història
Tot el conjunt té l'aspecte d'haver estat una mena de lloc fortificat. La datació és de com a mínim el segle xvii.